# Ібн Кузман
Абу Бакр Мухаммед іб Іса ібн Абд аль-Малік ібн Кузман аль-Асгхар (*1078 —1160) — визначний арабський поет часів володарювання династії Альморавідів в аль-Андалусі.

## Життєпис
Походив з відомої культурної родини. Син літератора та політика Іса ібн Абд аль-Маліка аль-Наваси. Народився у Кордові у 1078 році. Здобув гарну освіту, досконало знав твори класичної арабської поезії. Згодом перебрався до Севільї. Вів життя схоже на життя трубадурів Лангедоку, полюбляв бенкети, веселощі, пийтику, навіть у Рамадан. Завершив своє життя як імам у Кордові.

## Творчість
Створив новий вид строфічної поезії — заджал (мелодія), схожий на поезію малхун. За іншою думкою є першим значним поетом, що став використовувати заджал (можливо його винайшов ібн Байя), популяризувати і поширювати його.
Створював вірші андалузьким діалектом арабської мови з деяким використання латинських слів. Його твори вплинули на ранню провансальську лірику, поезію вагантів. Його віршів сповнені різних натяків, гіпербол, іронії. основна тема — стосунки між молодими людьми.
Велика частина його робіт зберігається в одній рукописи, який був знайдений в Санкт-Петербурзі у 1881 році під назвою «Диван» («Антологія») з 149 заджалів.